# Металлург (стадион, Бекабад)
Стадион «Металлург» (узб. «Metallurg» stadioni) — многоцелевой стадион в городе Бекабад. Является домашней ареной местного футбольного клуба «Металлург». Вмещает 15 тысяч зрителей. Был построен в 2009—2012 годах, открыт в 2012 году.
До постройки данного стадиона, «Металлург» проводил свои домашние матчи на центральном стадионе Бекабад имени А. Анохина, который вмещает более 5 тысяч зрителей.